# نقطة حرجة (رياضيات)

الاحداثيات السينية x للدوائر الحمراء هي نقاط ثابتة؛ المربعات الزرقاء هي نقاط انعطاف

في الرياضيات، النقطة الحرجة هي عمدة لدالة يكون فيها مشتق الدالة مساويًا للصفر (أو غير معرف). قيمة الدالة عند النقطة الحرجة تُعرف بالقيمة الحرجة.
بصورة أكثر تحديدًا، عند التعامل مع الدوال ذات المتغير الحقيقي، تُعرف النقطة الحرجة، والتي تُسمى أيضًا النقطة الساكنة، بأنها نقطة في مجال الدالة يكون عندها مشتق الدالة مساويًا للصفر (أو حيث تكون الدالة غير قابلة للاشتقاق). وبالمثل، عند التعامل مع تحليل مركب، تكون النقطة الحرجة نقطة في مجال الدالة يكون عندها مشتق الدالة مساويًا للصفر (أو حيث تكون الدالة تامة التشكل). وبالنسبة للدوال متعددة المتغيرات الحقيقية، تكون النقطة الحرجة هي قيمة في مجالها يكون عندها معيار التدرج (gradient norm) مساويًا للصفر (أو غير معرف).  
تمتد هذه التعريفات إلى الدوال قابلة للاشتقاق بين {\displaystyle {R}^{m}} و {\displaystyle {R}^{n}} حيث تكون النقطة الحرجة في هذه الحالة نقطة لا يكون فيها رتبة المصفوفة الياكوبية (Jacobian matrix) قصوى. وتُعمم هذه الفكرة أكثر إلى الخرائط القابلة للاشتقاق بين متعددات الشعب (differentiable manifolds)، حيث تكون النقاط الحرجة هي النقاط التي تقل فيها رتبة مصفوفة جاكوبي. في هذه الحالة، تُعرف النقاط الحرجة أيضًا بنقاط التشعب (bifurcation points).  